# Irvington (Virginie)
Pour les articles homonymes, voir Irvington.
Irvington est une municipalité américaine située dans le comté de Lancaster en Virginie.
Selon le recensement de 2010, Irvington compte 432 habitants. La municipalité s'étend sur 1,82 mille carré (4,71 km2) dont 0,32 mille carré (0,83 km2) d'étendues d'eau.

## Histoire
La localité est située sur la Carter’s Creek, un affluent du Rappahannock. Elle est d'ailleurs appelée Carter’s Creek Wharf jusqu'en 1891, lorsqu'elle est renommée en l'honneur du capitaine Levin H. Irvington. La ville se développe grâce à ses bateaux à vapeur et à la pêche. Bien que les bateaux à vapeur cessent leur activité, Irvington se reconvertit dans le tourisme.
Irvington devient une municipalité le 30 juin 1955, par décision de justice. Son centre historique est inscrit au Registre national des lieux historiques depuis 2000.